# Aethes vicinana
Aethes vicinana is een vlinder uit de familie bladrollers (Tortricidae). De wetenschappelijke naam is voor het eerst geldig gepubliceerd in 1859 door Mann.
De soort komt voor in Europa.